# Cerasma cornuta
Cerasma cornuta är en nattsländeart som beskrevs av Mclachlan 1876. Cerasma cornuta ingår i släktet Cerasma och familjen krumrörsnattsländor. Inga underarter finns listade i Catalogue of Life.